# Jake Cody
Jake Cody (Rochdale, 4 juli 1988) is een Engels professioneel pokerspeler. Hij won onder meer het €5.000 No Limit Hold'em - Main Event van de European Poker Tour Deauville 2010 (goed voor een hoofdprijs van $1.213.194,-), het £5.000 No Limit Hold'em - Main Event van de World Poker Tour London 2010 (goed voor $425.492,-) en het $25.000 Heads Up No Limit Hold'em Championship van de World Series of Poker 2011 (goed voor $851.192,-).
Cody werd in februari 2011 bij de European Poker Awards in de Aviation Club de France in Parijs uitgeroepen tot beste speler van het voorgaande jaar én beste nieuwkomer (rookie) van het jaar. Hij werd vier maanden later als 22-jarige na Gavin Griffin en Roland de Wolfe de derde speler ooit met zowel een WPT-, een EPT- als een WSOP-overwinning achter zijn naam, de zogenaamde Triple Crown. Hij won tot en met juni 2014 meer dan $3.700.000,- met (live-)pokertoernooien (cashgames niet meegerekend). Op internet speelt hij (meestal) als neverbluff67 of als in Y0UR F4CE.

## Pokercarrière
Cody was voor de EPT Deauville in januari 2010 voornamelijk een internetspeler en actief in de plaatselijke pub. De enige live-evenementen die hij bezocht had, waren in Engeland en Ierland, vlak bij huis. Hij streek er wat prijzengeld op, maar niet genoeg om uit de anonimiteit te treden. Daar kwam verandering in toen hij met wat vrienden naar Deauville ging en zich inschreef voor het hoofdtoernooi van het plaatselijke EPT-evenement. Cody werd in één klap miljonair door 767 tegenstanders achter zich te laten, waaronder Peter Eastgate (8ste), Bertrand Grospellier (9de) en Freddy Deeb (12de).
Dat hij geen eendagsvlieg is in de pokerwereld, bewees hij in augustus datzelfde jaar. Hij won toen in het Palm Beach Casino in Londen ook zijn eerste WPT-titel. Later in het jaar werd hij derde in het £2.000 No Limit Hold'em-toernooi (achter Liv Boeree en winnaar Jens Thorson) en in februari 2011 won hij het £1.500 No Limit Hold'em - High Roller-toernooi van de UK & Ireland Poker Tour in Nottingham, samen ook weer goed voor meer dan $100.000,-.
Daarop toog Cody in juni 2011 naar de World Series of Poker 2011 in Las Vegas, zijn eerste World Series of Poker (WSOP). Daarin pakte hij in het eerste evenement waar hij aan mee deed zijn eerste WSOP-titel. Cody rekende in het $25.000 Heads Up No Limit Hold'em Championship één-tegen-één af met achtereenvolgens Brandon Adams, Frank Kassela, Dani Stern, Jonathan Jaffe, Anthony Guetti, Gus Hansen en Yevgeniy Timoshenko.

## WSOP-titel
| Jaar                       | Toernooi                                          | Prijs      |
| -------------------------- | ------------------------------------------------- | ---------- |
| World Series of Poker 2011 | $ 25.000 No Limit Hold'em - Heads-Up Championship | $851.192,- |